# Ponts de l'Île
As Ponts de l'Île, literalmente "As pontes da Ilha", ficam sobre o rio Ródano em Genebra, na Suíça, e é a quarta ponte deste rio depois de ter saído do lago Lemano. Fica no quarteirão conhecido como Quai de l'Île.
O emprego do plural explica-se pelo facto de se tratar na realidade de duas pontes em cujo meio se encontra uma ilha onde no século XIII existia um castelo para deter os ataques dos Duques de Sabóia que acabam finalmente por o conquistar em 1287.

## História
Chamou-se "ponte do Ródano" ou 'pont Bâti'  ('Bâti' em francês quer dizer construído, neste caso com casas)  pois era a único ponte perto de Genebra que permitia a ligação entre as margens do rio apoiando-se na ilha central, conhecida por place Bel-Air. O castelo que aí se construiu, e do qual só resta a torre conhecida pela torre da praça de  Bel-Air, demonstra o facto de Genebra ter sido sempre um cruzamento comercial importante que necessitava ser defendido.
Uma placa na ilha informa que Julius Caesar destruiu a ponte em 58 BC e é essa a primeira menção histórica da existência de Genebra .

## Características
A "ponte do Ródano" é destruída num incêndio em 1670 e depois de reconstruída é em 1874 que aparecem as duas pontes metálicas reunidas por uma plataforma de 21,6 m de largura.
A partir de 1951 com a construção da ponte em betão as quatro partes das pontes não se distinguem, pelo que aparece como que um larguíssimo espaço com uma torre e um parque de estacionamento!
Entre 2009 e 2011 foi inteiramente reconstruído para incluir as linhas dos eléctricos dos TPG.
Entre as duas pontes, a ilha é actualmente um parque de estacionamento.

## Passarela
A montante desta ponte encontra-se a passerelle de l'Île só utilizada por peões e ciclistas. 

## Imagens

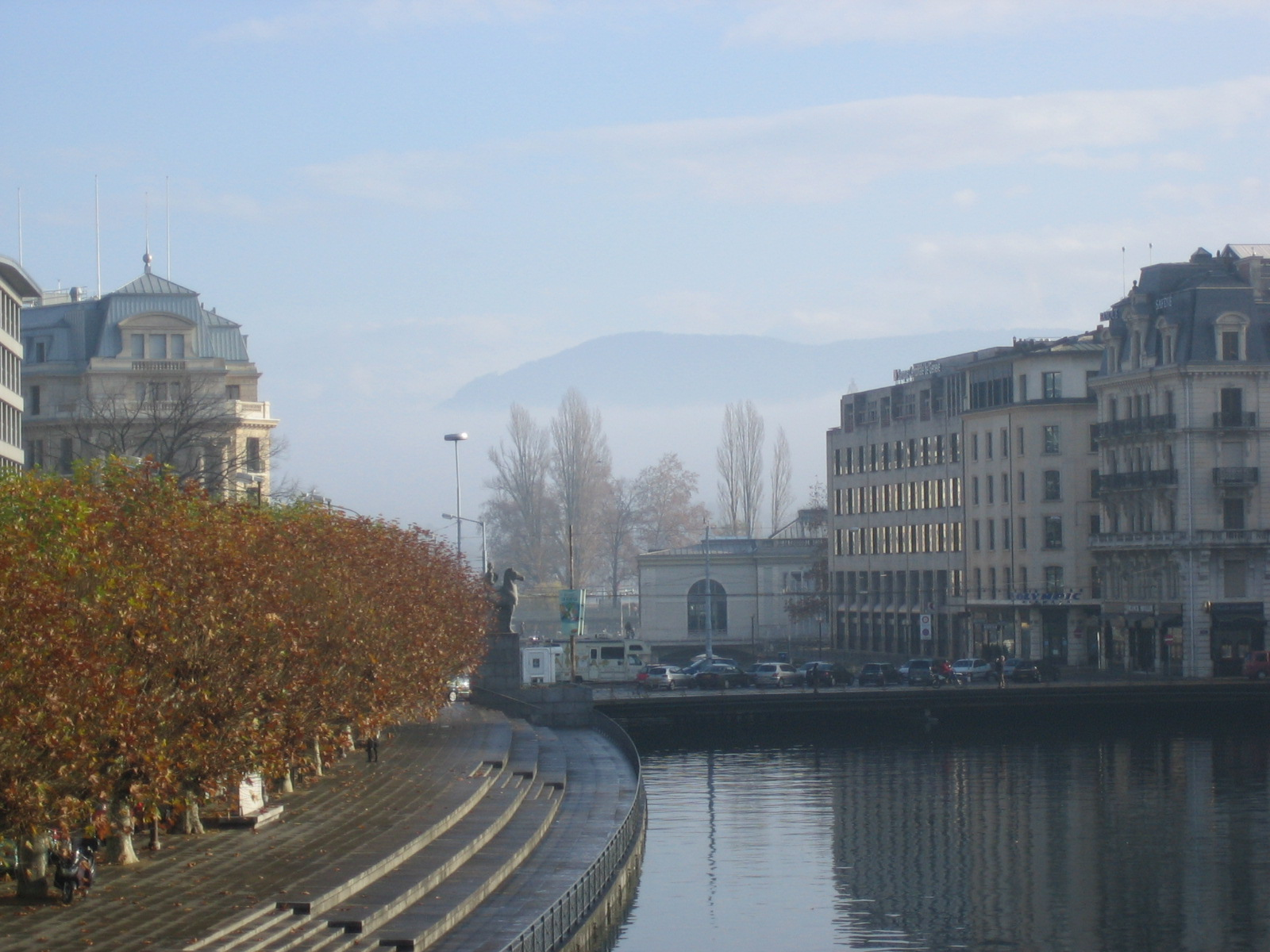
Ponts de l'Île e ao fundo o pont de la Machine
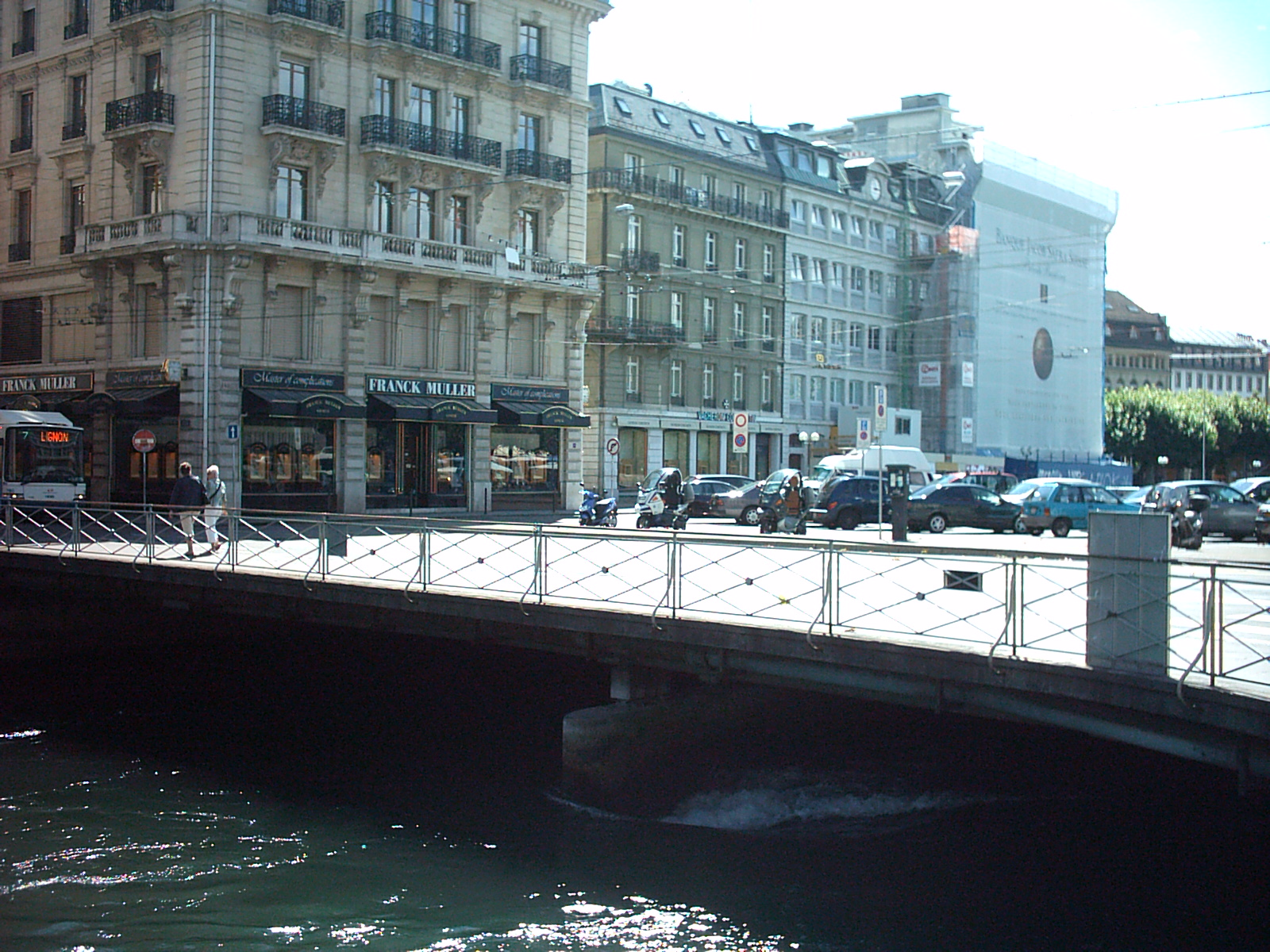
Vista de montante
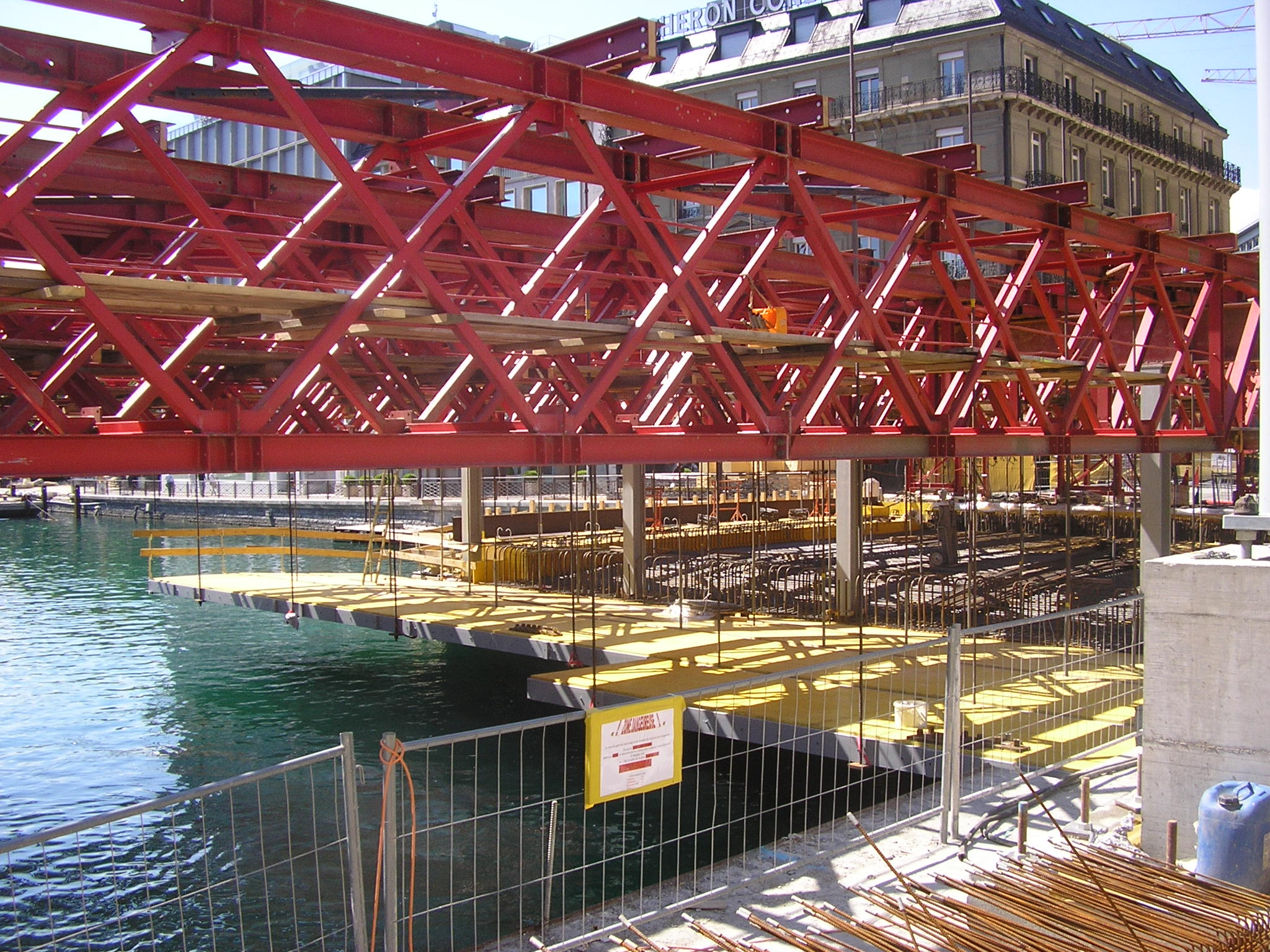
Durante os trabalhos

### Na web
- «Notre Histoire CH: com vista da torre» (em inglês). Visitado: Fev. 2014
- «Imagem da Place de Bel-Air e as paragens dos eléctricos» (em inglês). Visitado: Fev. 2014